# Кастин (Охајо)
Кастин (енгл. Castine) град је у америчкој савезној држави Охајо.

## Демографија
По попису из 2010. године број становника је 130, што је 1 (0,8%) становника више него 2000. године.
| Група             | 2000.       | 2010.       |
| Белци             | 125 (96,9%) | 127 (97,7%) |
| Афроамериканци    | 1 (0,8%)    | 0 (0,0%)    |
| Азијати           | 0 (0,0%)    | 0 (0,0%)    |
| Хиспаноамериканци | 2 (1,6%)    | 0 (0,0%)    |
| Укупно            | 129         | 130         |